# Макс Фердинанд Перуц
Макс Фердинанд Перуц (нім. Max Ferdinand Perutz, 19 травня 1914, Відень — 6 лютого 2002, Кембридж) — англійський біохімік австрійського походження, що спеціалізувався в області молекулярної біології і кристалографії, член Лондонського королівського товариства (з 1954 року). Член Американської академії мистецтв і наук (з 1963 року), член Австрійської академії наук (з 1963 року) і багатьох інших наукових товариств.

## Біографія
Макс Перуц навчався у Віденському університеті (1932—1936), потім переїхав до Кембриджу (Велика Британія). Доктор філософії Кембриджського університету (1940). Керував групою молекулярної біології Медичної науково-дослідницької ради (1947—1962), з 1962 року — завідувач Лабораторією молекулярної біології Кембриджського університету.

## Основні роботи
Основні роботи Перуца пов'язані з вивченням структури білків за допомогою вдосконаленого ним методу рентгеноструктурного аналізу. Вперше розшифрував просторову будову молекули гемоглобіну. За цю роботу отримав Нобелівську премію з хімії 1962 року, спільно з Джоном Кендрю.

## Роботи
- Proteins and nucleic acids. Amst.— [а. о.], 1962
- в рос. пер.— Молекула гемоглобину, в кн.: Молекулы и клетки, М., 1966, с. 7—29.